# Eriodu
Eriodu  es una ciudad y nagar Panchayat situada en el distrito de Dindigul en el estado de Tamil Nadu (India). Su población es de 8890 habitantes (2011). Se encuentra a 20 km de Dindigul y a 70 km de Madurai.

## Demografía
Según el censo de 2011 la población de Eriodu era de 8890 habitantes, de los cuales 4454 eran hombres y 4436 eran mujeres. Eriodu tiene una tasa media de alfabetización del 78,95%, inferior a la media estatal del 80,09%: la alfabetización masculina es del 86,59%, y la alfabetización femenina del 71,29%.